# Saida Riabi
Saida Riabi, née le 13 juillet 1981, est une lutteuse tunisienne.

## Carrière
Saida Riabi est médaillée d'or dans la catégorie des moins de 75 kg aux championnats d'Afrique 1996 à Tunis, aux championnats d'Afrique 1997 à Casablanca et aux championnats d'Afrique 1998 au Caire.
Elle obtient la médaille d'argent en moins de 75 kg aux Jeux africains de 1999 à Johannesbourg et aux championnats d'Afrique 2000 avant de reprendre le titre des moins de 75 kg aux championnats d'Afrique 2001 à El Jadida. Elle obtient une médaille d'or aux Jeux méditerranéens de 2001 à Tunis en moins de 75 kg.
Dans la catégorie des moins de 72 kg, elle est sacrée championne d'Afrique en 2002 au Caire et en 2003, toujours au Caire, et remporte le titre aux Jeux africains de 2003 à Abuja.